# 分析物
分析物（ぶんせきぶつ、英: analyte）、成分（英: component、臨床化学の場合）、または化学種（英: chemical species）とは、分析手法の対象となる物質または化学成分のことである。最も純粋な物質は analytes（複数形）と呼ぶ（例：24金、NaCl、水など）。実際には100%純粋な物質は見つかっていないため、最も純度が高いとされる物質（一部の金属では電気分解後99%）を an analyte（単数形）と呼ぶ。

## 参照項目
- 分析化学
- イムノアッセイ
- 磁気イムノアッセイ（英語版）